# Renato Crotti
Renato Crotti (Carpi, 4 marzo 1921 – Modena, 10 febbraio 2015) è stato un imprenditore e scrittore italiano.
Protagonista del miracolo economico italiano e della nascita dell'industria tessile di Carpi e del modenese, è diventato famoso, sia in Italia sia all'estero, come 'l'imprenditore che mandava i comunisti in Russia',  per i viaggi organizzati nell'allora Unione Sovietica, offerti gratuitamente a dipendenti e sindacalisti comunisti per toccare con mano l'applicazione del socialismo reale.

## Biografia
Nasce da Licinio Crotti e moglie, titolari del negozio di filati 'La casa della lana' a Carpi. Dai genitori, e in particolare dalla madre (che rimane un punto di riferimento per tutta la sua vita), apprende il gusto del lavoro, del rischio imprenditoriale e del sacrificio.

Il 17 luglio 1940, un mese dopo all'entrata in guerra dell'Italia, si diploma all'Istituto Tecnico per Geometri 'Guarini' di Modena.
Iscrittosi nello stesso anno alla Facoltà di Economia e Commercio dell'Università di Bologna, l'anno successivo viene chiamato alle armi come ufficiale di artiglieria contraerea. L'8 settembre 1943, dopo il proclama di Badoglio abbandona la divisa e torna a Carpi.
Per evitare l'arruolamento nella Repubblica Sociale Italiana, trascorre quasi un anno nascosto, prima ad Amola nel bolognese presso una sorella, poi a Bologna. È nel nascondiglio bolognese che Crotti approfondisce i propri studi di economia sui testi universitari, e in particolare comincia una lettura critica delle tesi di Karl Marx.

Tornato a Carpi dopo la Liberazione, comincia, con un prestito di 300.000 lire garantito dai genitori presso la Banca Popolare di Modena, la propria attività imprenditoriale, che in due decenni lo porterà a essere uno degli uomini più ricchi d'Italia e un vero magnate internazionale dell'industria tessile.
Sposato e divorziato (in parte proprio a causa della sua attività extra-imprenditoriale e dei conseguenti problemi economici), ha tre figli, Daniele, Davide e Monica.
Ha cinque nipoti: Alessandra, Francesca, Gloria, Valentina ed Andrea (quest'ultimo con il quale ha collaborato dal 2010)
Ha vissuto a Modena, in via Canalgrande fino alla morte avvenuta nel 2015 all'età di 93 anni.

### L'imprenditore
Inizia la propria attività nel campo tessile nel primissimo dopoguerra, dopo aver lavorato nel negozio di filati dei genitori. Nel 1948 fonda la SILAN (Società di Importazione Lane), che nel corso dei successivi vent'anni diventa un punto di riferimento della maglieria nazionale e internazionale.
Al suo apice, il gruppo di aziende guidato da Crotti impiega oltre 1360 dipendenti ed è socio di riferimento in quattro aziende negli Stati Uniti e a Porto Rico. Negli anni 1972-1973 realizza a Varsavia, per conto del governo polacco, la prima industria tessile del paese che, ancora oggi, è la principale con circa 800 dipendenti.
Il 2 giugno del 1974 viene nominato Cavaliere del lavoro.

Attorno al 1975, la SILAN conosce una grossa crisi, a causa sia della situazione economica globale e italiana, sia della durissima opposizione sindacale, in parte motivata dalla volontà di far scontare a Crotti il suo impegno civile e in particolare i famosi viaggi in URSS.

Sull'orlo del fallimento, Crotti riesce, assieme ai tre figli, a recuperare l'azienda e riportarla lentamente sul mercato, trasformandola, nel 1981, nella finanziaria di famiglia DMR.
Negli ultimi anni, l'azienda della famiglia Crotti ha conosciuto altri momenti di crisi, dovuti soprattutto alla concorrenza internazionale (soprattutto cinese) sul mercato tessile ormai globalizzato.
Tuttavia, grazie all'esperienza cinquantennale e alla specializzazione in settori tecnici avanzati, la DMR costituisce tuttora un'importante realtà nel panorama industriale europeo.

Il 6 luglio 2009, a Napoli, è stato insignito del Premio Internazionale alla libertà per l'Imprenditoria promosso dall'associazione Società libera.

### L'editore, l'autore e l'animatore culturale
All'attività imprenditoriale, Crotti ha sempre unito un forte impegno civile e culturale,

che si è realizzato soprattutto nella pubblicazione dei periodici Tuttocarpi e Tuttomodena, nell'organizzazione dei viaggi nell'Est europeo, nella pubblicazione di quattro libri e nella fondazione del Salotto Canalgrande.
Il mensile Tuttocarpi nasce da un'idea dei giornalisti Norberto Valentini e Antonio Vellani

e viene pubblicato per la prima volta nel gennaio del 1962 con diffusione limitata alla città di Carpi.
Nel novembre dello stesso anno, nasce anche Tuttomodena, che si rivolge all'area più estesa del modenese.
Le due riviste si propongono, nelle intenzioni degli autori e dell'editore, come veicolo di informazione imparziale e luogo di scambio di idee ed opinioni diverse. All'epoca dei tre viaggi in URSS (1962-1964), riportano i resoconti dei viaggi e le impressioni dei partecipanti.
L'esperienza di Tuttocarpi e Tuttomodena e soprattutto dei viaggi sono narrate, assieme ad altri particolari della vita e delle idee dell'autore, nel primo libro di Crotti, In attesa di un pullman (1991).

A questo seguono altri scritti concepiti come un'introduzione divulgativa all'economia e una difesa del mercato contro la pianificazione (cioè del capitalismo contro il socialismo), raccolti in altri due libri di Crotti.

Alla fine degli anni novanta, Crotti comincia uno scambio di posta elettronica con alcuni esponenti del libertarismo o anarco-capitalismo italiano, come Carlo Lottieri. Ne nasce un libro, @gorà online, che contiene i punti salienti del confronto fra un liberale 'classico' (Crotti) e la posizione libertaria.
Per scelta esplicita dell'autore, tutti i libri sono pubblicati e distribuiti in proprio, fuori dal circuito delle librerie e della grande distribuzione.
A partire dal 2004, Crotti organizza nella propria casa di via Canalgrande a Modena l'omonimo salotto, a cui hanno partecipato personalità di spicco della cultura italiana come Vittorio Messori, Giampaolo Pansa, Angelo Panebianco e Piero Ostellino.

### I viaggi nell'ex-URSS e le tavole rotonde ambulanti
Il primo contatto di Crotti con il mondo sovietico avviene nel 1959, in occasione di una vacanza. Un secondo viaggio di piacere, nel 1961, lo convince della necessità di informare il pubblico italiano sulle reali condizioni delle popolazioni dell'URSS.

Per questo, nell'agosto del 1962 Crotti organizza un primo viaggio in pullman in alcuni paesi dell'Est europeo, cui partecipano gratuitamente 10 persone, fra cui il giornalista Norberto Valentini  e il segretario comunista della Camera del Lavoro di Carpi.
A questa esperienza, e in particolare a quella dei due comunisti della spedizione, Agostino Saltini e Alberto Sassi, è dedicato il libro Il dramma di due comunisti a Mosca che Valentini scrisse al ritorno.
Un secondo viaggio, con 40 partecipanti, viene organizzato nell'agosto del 1963. Partecipano molti comunisti, fra cui Eldo Rossi, consigliere del PCI a Carpi, che al ritorno darà scandalo non rinnovando la tessera del partito. Presente anche Luca Goldoni, allora giornalista del Resto del Carlino.
Al resoconto di questo viaggio venne dedicato il numero di gennaio 1964 di Tutto, il supplemento di Tuttocarpi che per l'occasione venne distribuito in 500 000 copie.
Il terzo e ultimo viaggio viene organizzato nell'agosto del 1964, con 135 partecipanti, fra cui 40 comunisti e nove giornalisti, incluso Egisto Corradi del Corriere della Sera. Un altro numero di Tutto, distribuito in 1 milione di copie, viene dedicato all'evento nell'ottobre dello stesso anno.
Un quarto viaggio, preventivato per l'agosto del 1965, non poté aver luogo perché le autorità sovietiche rifiutarono di concedere i visti di ingresso. Secondo Crotti, la decisione fu concordemente imposta dal Pcus di Leonid Il'ič Brežnev e dal PCI di Luigi Longo, per motivi politici.
Nel complesso, i tre viaggi, che Crotti chiamava 'tavole rotonde ambulanti' per sottolinearne l'intento culturale e pedagogico, raggiunsero lo scopo sperato dall'organizzatore. Contribuirono a una migliore comprensione del mondo comunista e a una più approfondita discussione delle possibilità del socialismo reale. Molti partecipanti comunisti, anche se non tutti, ammisero con diverse sfumature che la situazione dell'URSS era peggiore di quella propagandata in Italia.
Le reazioni del mondo politico, giornalistico e culturale, che coinvolsero personaggi come Norberto Bobbio, Indro Montanelli, Enrico Cuccia, Giorgio Bocca, Francesco Cossiga, Giorgio Strehler, Antonio Fazio, Vittorio Feltri e molti altri, furono difformi ma attente.
L'iniziativa di Crotti ottenne una notevole risonanza internazionale. Ad essa vennero dedicati articoli sul New York Times e un ampio servizio fotografico su Life.

### Intitolazioni
Nel 2024 la Città di Carpi ha dedicato a Renato Crotti la rotatoria “Renato Crotti”, all’intersezione fra la tangenziale “Losi” e la via Cattani.

## Opere
- Renato Crotti, Una crepa nel Muro, Ariete Comunicazione Editore, 2008. Contiene In attesa di un pullman e parti de Il teorema della padrona di casa e della colf.
- Renato Crotti, @gorà on line. Liberali e libertari: una querelle telematica, Teorema, 2004. Disponibili online due versioni precedenti a quella pubblicata.
- Renato Crotti, Riflessioni per riflettere, Teorema, 1999 (seconda edizione: 2001). Disponibile online. Contiene In attesa di un pullman e parti de Il teorema della padrona di casa e della colf.
- Renato Crotti, Il teorema della padrona di casa e della colf e In attesa di un pullman, Temi, 1996 (seconda edizione: 1997).
- Renato Crotti, In attesa di un pullman, Calderini, 1991 (edizione polacca: 1991; edizione russa : 1991; edizione inglese: 1992).